# Владимир Ђенадер
Владимир Ђенадер (Сарајево, 28. август 1956) српски је композитор и пијаниста.

## Биографија
Рођен је 28. августа 1956. године у Сарајеву, где се и школовао. У Средњој музичкој школи учио је три одсека: теоретски, контрабас (код проф. Божидара Николића), и клавир (код проф. Ранке Цецић). Дипломирао је клавир на Музичкој академији у Сарајеву у класи проф. Матусје Блум, да би касније уписао и одсек композиције у класи професора Војина Комадине.
Каријеру је развијао у три правца: пијанистичком, композиторском и педагошком. Пијанизмом се бавио често као корепетитор и музички сарадник, или као камерни музичар.
Компоновао већи број дела за разне инструменте и саставе. Често су извођена те су на посебно добар пријем код извођача и публике наишла дела: „Епизоде“ за два клавира, албум композиција  за клавир соло „Расковник“, Балада и Хумореска за виолину и клавир (Републичка такмичења у Београду, Ниш, Приштина...), Српске игре, Фантазија за виолину и оркестар, циклус композиција „Расковник“ за клавир соло. У периоду 2000-2010. године приредио је више ауторских вечери – концерата, представљајући се као композитор и пијаниста. Радио и мултимадијална дела („CHRONOS“), као и музику за кратке игране филмове.
Као педагог извео генерације младих музичара и са њима освајао бројне награде у земљи и иностранству. Током каријере радио као сарадник у школама, Музичким академијама, телевизији, позоришту, културним центрима...
Од 2003. године је директор Школе за основно музичко образовање „Петар Стојановић“ у Убу. Као директор школе, показао је велике организаторске способности, те умногоме унапредио рад школе у свим њеним сегментима. Значајно остварење из периода управљања музичком школом је рад на издавању Монографије о школи „30 година музичке школе „Петар  Стојановић“ 1977-2007, као и иницијатива за покретање две значајне манифестације за уметност и културу, не само Уба. То је Интернационални Фестивал музике који се одржава априла сваке године, и Смотра стваралаштва српских композитора, као приредба која промовише дела домаћих музичких аутора.
Од 2009. Владимир Ђенадер је оснивач и први председник Удружења „Дунав арт“, које се бави пројектима из уметности и културе.
У 2016. години премијерно му је у Београду изведена музичко-сценска игра дело „Циганска бајка“, а у простору Италијанског културног центра одржано вече музике за клавир. Значајна су му и дела духовне музике, „Молитва за Српски народ“ по тексту Николаја Велимировића, и „Псалам Давидов 102“, обе композиције писане за певаче, групу инструмената и хор, као и три циклуса песама за глас и клавир.

## Стваралачки опус
- Оп. 1. Од злата јабука, 1975 (Мали комади за клавир).
- Оп. 2. Сонатина за клавир, 1976
- Оп. 3. Свита за флауту и клавир, 1979.
- Оп. 4. Свита за виолину и клавир, 1980.
- Оп. 5. Сонатни став за клавир, контрабас и удараљке, 1981.
- Оп. 6. Варијације на тему Драгоја Ђенадера, за клавир, 1982.
- Оп. 7. Варијације на тему Б. Диверноа, за клавир, 1981.
- Оп. 8. „Соба огледала“, свита за клавир, 1983. (Музика за поз. представу)
- Оп. 9. Свита за гудаче, 1980.
- Оп. 10. Музика за два кратка играна филма
- Оп. 11. Три композиције за клавир, 1980.
- Оп. 12. Бацање карата, за мешовити хор, 1986
- Оп. 13. Варијације на тему Ф. Босанца, за виолину и клавир, 1987.
- Оп. 14. Гудачки квартет, 1986.
- Оп. 15. Шест прелудијума за клавир
- Оп. 16. Chronos – мултимедијални пројекат    за глумце, магнетофонску траку, пијанисту, видео траку  и сликара 1984.
- Оп. 17. Chronos III – за клавир соло, 1985.
- Оп. 18. Три комада за две гитаре 1987.
- Оп. 19. Балканске импресије за гитару, 1988.
- Оп. 20. „Из старих свески“ – збирка композиција за клавир
- Оп. 21. Соната за гитару, 1990.
- Оп. 22. „Кратка музика“ за дрвене дуваче, 1993.
- ОП. 22.а „Кратка музика“ за квартет кларинета – 2019.
- Оп. 23. Епизоде, Танго и Валцер за два клавира 1995-96.
- Оп. 24. За клавир у четри руке
- Оп. 25. „Расковник“ – албум композиција за клавир соло 1997.
- Оп. 26. Балада и Хумореска – за виолину и клавир 2004/05
- Оп. 27. „Српске игре“ за виолину и клавир (оркестар) – 2013
- Оп. 27 а „Српске игре за флауту и клавир - 2019
- Оп. 28. Jazz – скице за клавир соло: Балада, Једноставна музика (Валцер), Меланхолични регтајм, Rumba feel, Boogie Woogie (музика за представу „Пијаниста“ А. Барикоа).
- Оп. 29. „Крепки источник“: духовна музика: Оче наш, Херувимска песма, Свјати Боже, Богородице Дјево  – 4 песме за глас и клавир 2013/14
- Оп. 30. Placid Waters за виолину и харфу
- Оп. 31. „Молитва за српски народ“ – текст Николаја Велимировића, за видео снимак и групу музичара (три певача, гудачи и кларинет)
- Оп. 32. Мелодија за виолончело и клавир
- Оп. 33. Циклус песама за сопран, баритон и клавир: Имам зеленог кера-Велике и мале ствари-Мечкар-Бацање карата Пада киша-Старац о баби-Гатање у длан- Јоја на самрти
- Оп. 34. Музичко-сценска игра „Циганска бајка“  за певаче, групу глумаца, две балетске тачке и камерни оркестар 2015-16
- Оп. 35. „Гламоч“ –свита за клавир 2016.
- Оп. 36. „Шкриња за успомене“- циклус песама за глас и клавир 2016.
- Оп. 37. „Песма, Игра и Елегија“ за клавир четвероручно 2016.
- Оп. 38. „Из старих свески“ – шест прелудијума за клавир
- Оп. 39. „Фантастичне игре“ за виолину и оркестар 2016-17
- Оп. 40. „Псалам Давидов 102“ – за бас баритон, виолину, виолончело, клавир и дечји хор 2016 (изведено 26.01. 2017)
- Оп. 41. „Жена од месечине“ – циклус песама на стихове Србољуба Митића и Звездане Крстић (Не верујте, Не разумем, Грешни дотакну рај, Жена од месечине, Чекање, Писмо раскидно, Молитва)
- Оп. 42. „Сарајевски триптих“ – за сопран, баритон и групу инструмената (2017)
- Оп. 43. Фантазија за виолончело и клавир (2018)
- Оп. 44. „Игре“ за виолу и клавир (2018)
- Оп. 45. Балетске сцене (2019)